# Megastigmus transvaalensis
Megastigmus transvaalensis är en stekelart som först beskrevs av Hussey 1956.  Megastigmus transvaalensis ingår i släktet Megastigmus och familjen gallglanssteklar. Inga underarter finns listade i Catalogue of Life.

## Bildgalleri

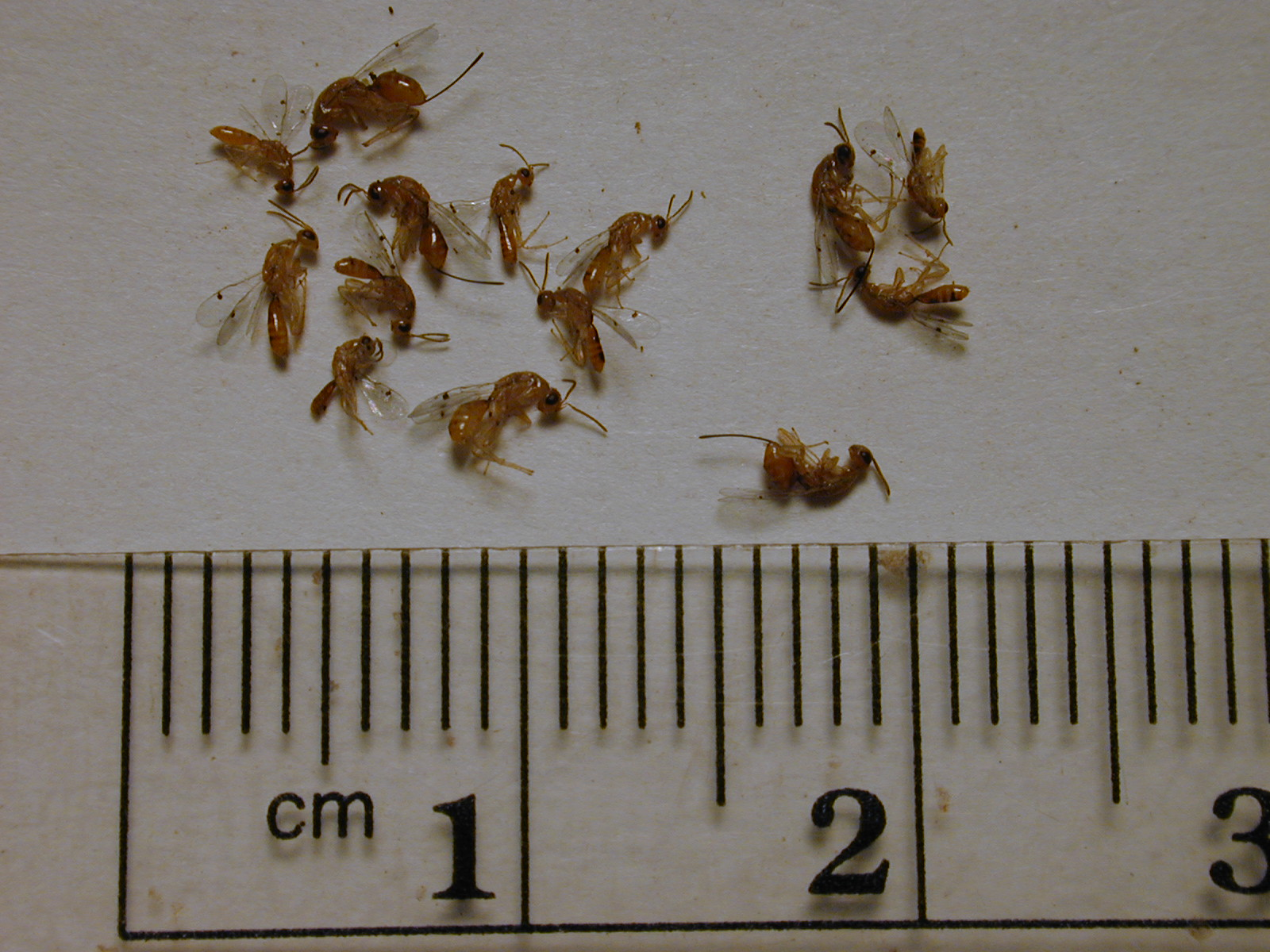
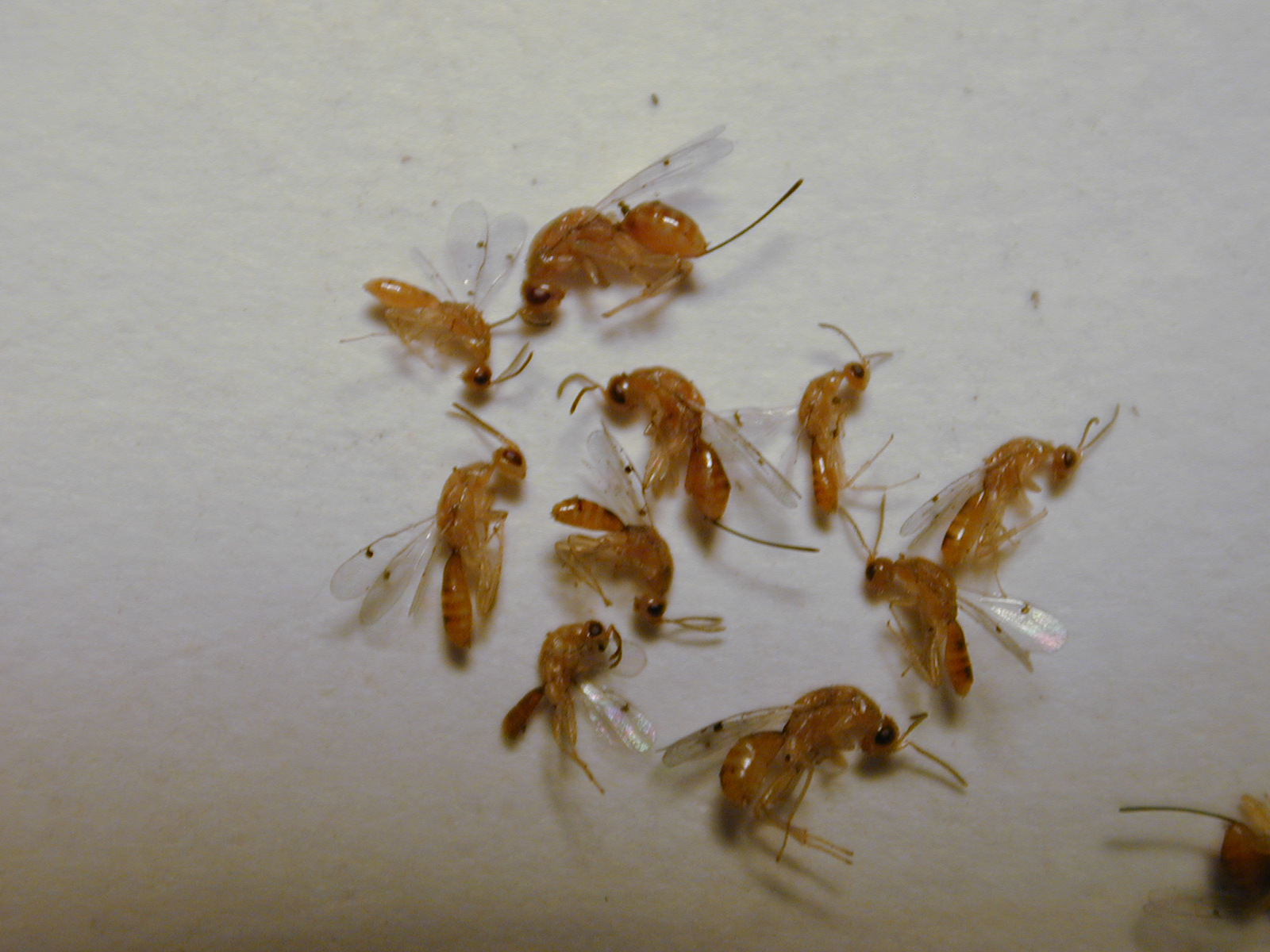
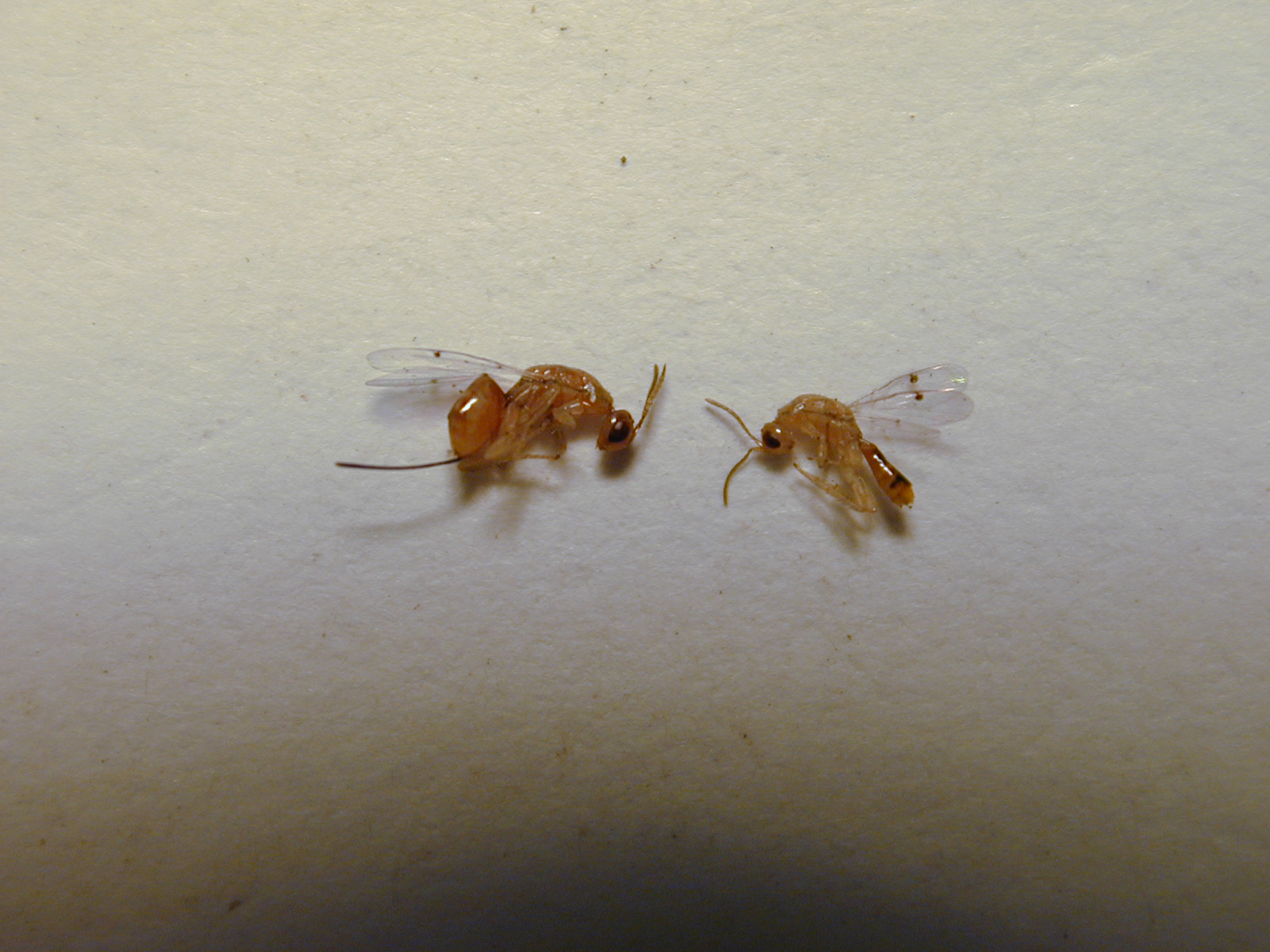
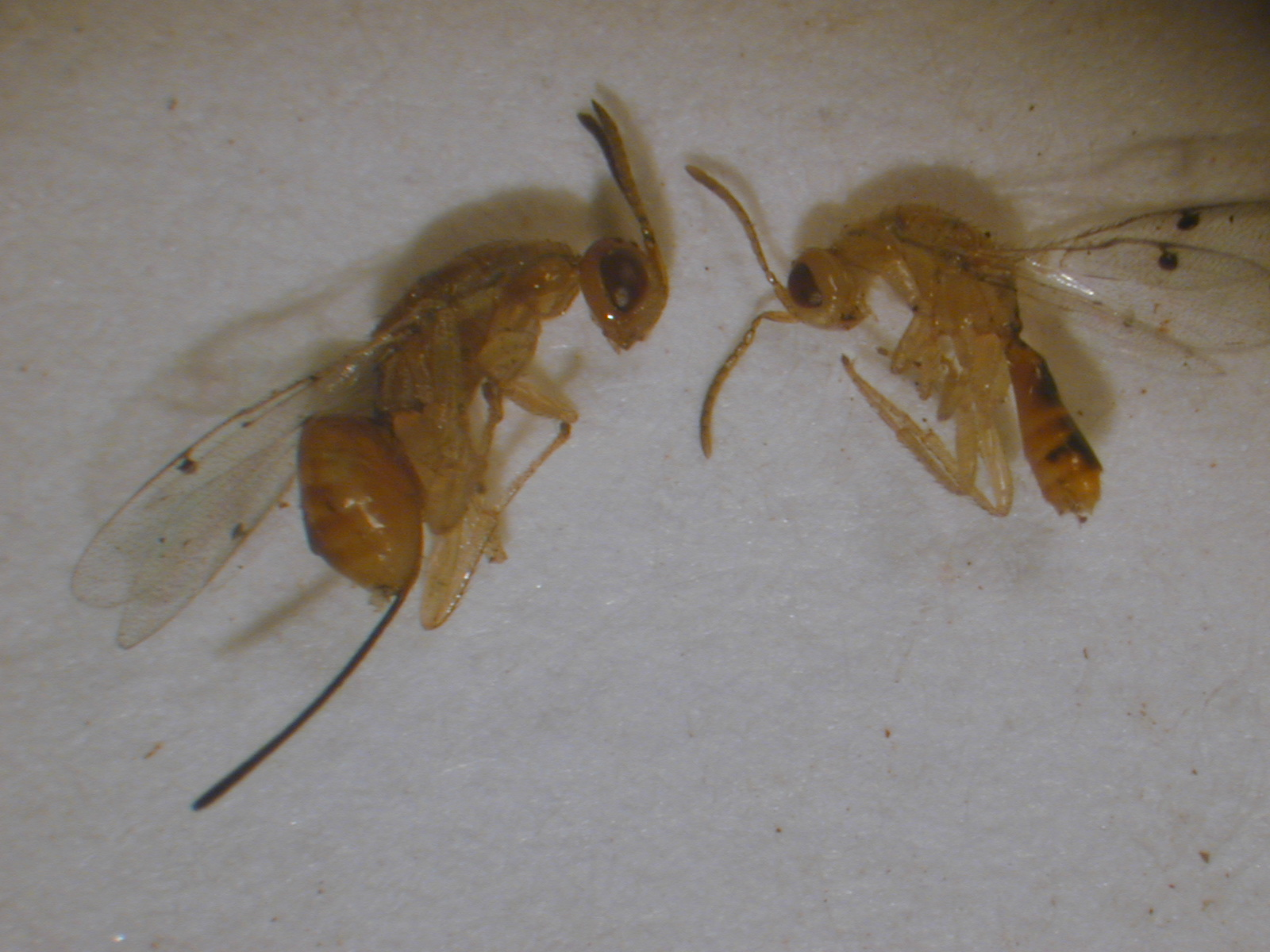
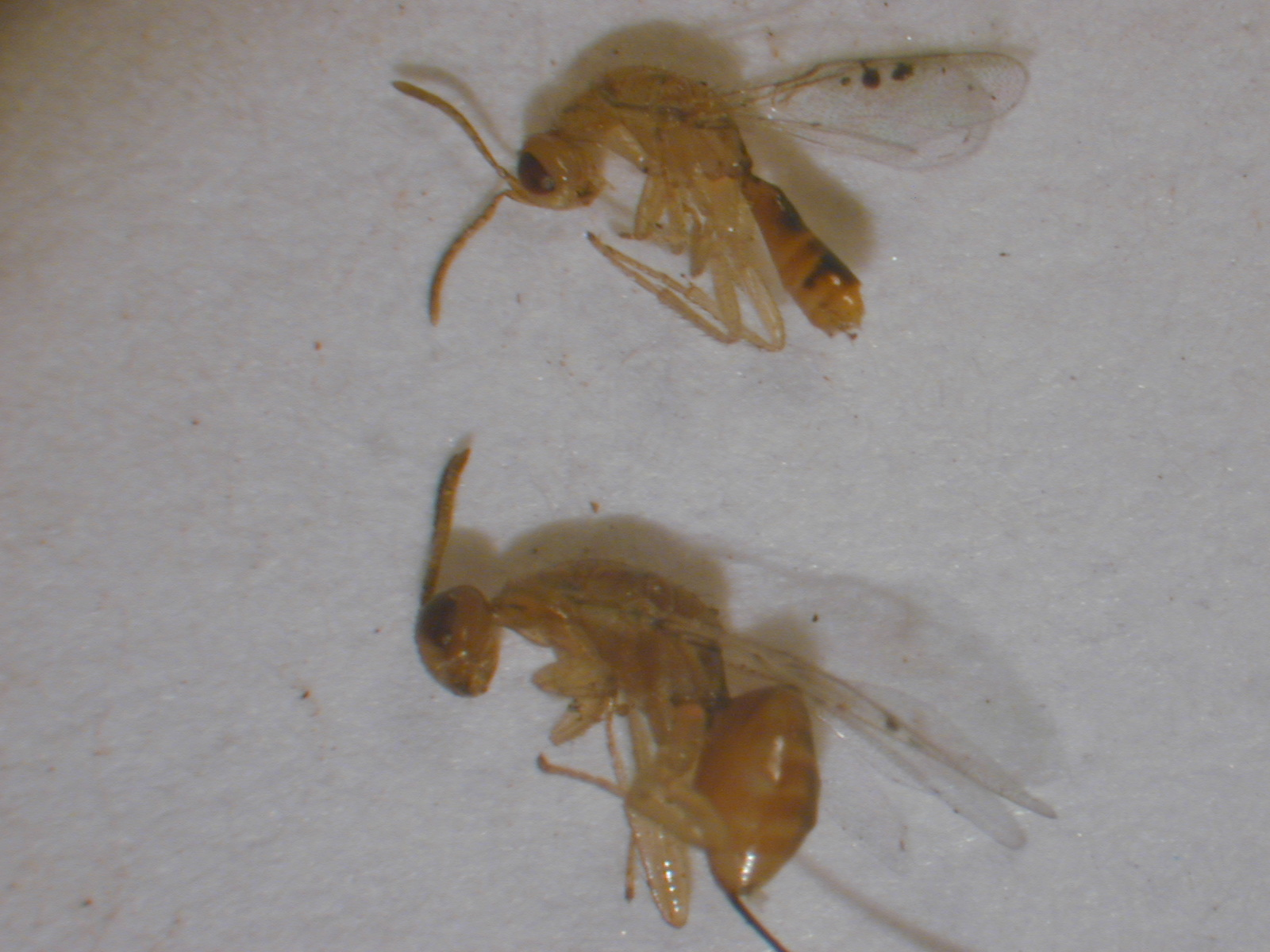
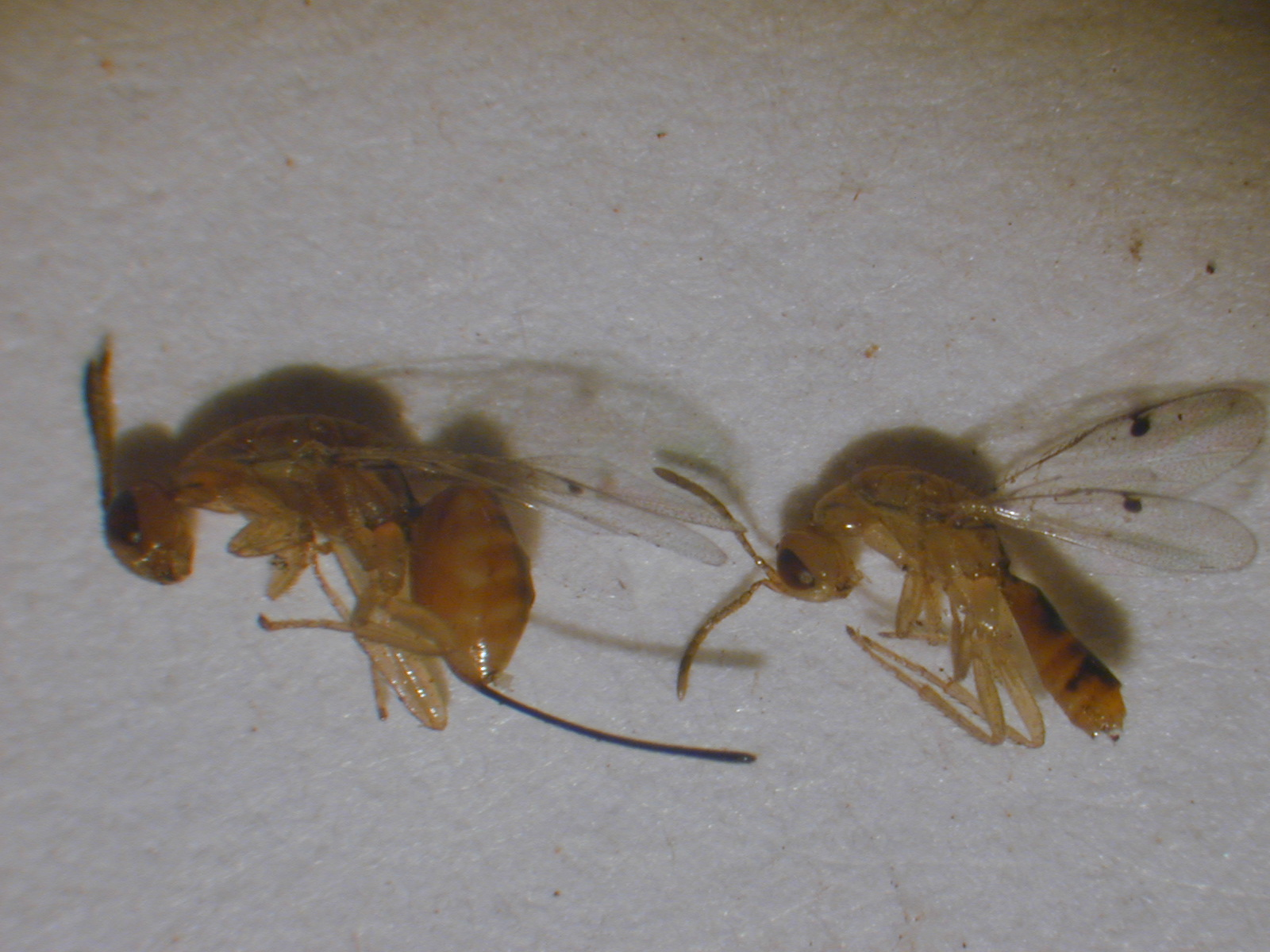